# Petr Ryšavý
Petr Ryšavý (* 19. června 1991 Kladno) je český divadelní, televizní a dabingový herec, zpěvák, muzikant, skladatel a textař. Studoval na Pražské konzervatoři v oboru populární zpěv. Od roku 2018 působí v kapele Botox spolu s Janem Kopečným, Petrem Bidlem, Matějem Divišem a Dalimilem Smržem. Na začátku roku 2022 společně s Janem Kopečným a Josefem Vágnerem vystoupili s projektem Muzikály naruby, se kterým zažívají velký úspěch, včetně koncertu v Lucerně a O2 Universum a koncertují napříč Českou republikou, ale také na Slovensku. Vystupoval také v seriálu Krejzovi, Sestřičky jako Dany a v Dobrých zprávách postavu Kuby.

## Životopis
Již od dětství se věnoval zpěvu a hraní na kytaru, piano a bicí. Poté, co absolvoval na Pražské konzervatoři obor Populární zpěv, působil jako kytarista a zpěvák v plesových kapelách a big bandech. Díky účasti na mnoha dalších hudebních projektech se rozhodl pro realizaci vlastního nahrávacího studia. Za největší pracovní koníček považuje v současné době svou kapelu BOTOX. Od roku 2010 má na svém muzikálovém kontě účinkování např. v inscenacích Romeo a Julie, Mamma Mia!, Rocky, Marie Antoinetta – královna Francie či Ať žijí duchové. Kromě Divadla Broadway (Ať žije rokenrol, Adam a Eva, Kleopatra, Tři mušketýři, Kocour v botách ad.), hostoval také v plzeňském Divadle J. K. Tyla (Gypsy, Producenti, Bonnie a Clyde, West Side Story). V současnosti ho můžeme vidět mj. v muzikálech Hudebního divadla Karlín (Rebelové) a Divadla Broadway (Láska nebeská, Okno mé lásky, Troja). Za doprovodu živé kapely koncertuje po celé ČR s projektem Muzikály Naruby.

## Filmografie
| Rok       | Název              | Role                      | Poznámky                            |
| --------- | ------------------ | ------------------------- | ----------------------------------- |
| 2015      | Všechny moje lásky |                           | televizní seriál, díl: „Moje psaní“ |
| 2019      | Krejzovi           | rocker Jerry              | televizní seriál, 3 díly            |
| 2020–2021 | Sestřičky          | Ing. Daniel „Dany“ Dvořák | televizní seriál, vedlejší role     |
| 2022      | Muzikály naruby    | Sám za sebe               | Koncert                             |
| 2022-2023 | Dobré zprávy       | Jakub „Kuba“ Zelinka      | televizní seriál, vedlejší role     |

## Divadelní role
- 2010 Arthur Laurents, Jule Styne, Stephen Sondheim: Gypsy, L.A., Divadlo Josefa Kajetána Tyla, režie Roman Meluzín
- 2010 Karel Šíp, Petr Janda: Ať žije rokenrol!, policista, Divadlo Broadway, režie Viktor Polesný
- 2012 Alain Boublil, Jean-Marc Natel, Claude-Michel Schönberg, Herbert Kretzmer: Les Misérables (Bídníci), company, Goja Music Hall, režie Petr Novotný
- 2013 Jonathan Larson: Rent, company, Divadlo Na Prádle a Divadlo Kalich, režie Steve Josephson
- 2013 Zdeněk Barták, Petr Markov: Casanova, company, nádvoří zámku Hluboká,[pozn. 1] režie David Cody
- 2013 Zdeněk Borovec, Richard Hes, Karel Svoboda: Monte Cristo, Edmond Dantes či mladý Fernando Mondego, Divadlo U Hasičů, režie Martin Bujárek
- 2014 Michal David, Lou Fanánek Hagen, Zdeněk Borovec, Lucie Stropnická: Kleopatra, company, Divadlo Broadway, režie Filip Renč
- 2014 Mel Brooks, Thomas Meehan: Producenti, policista a další role, Divadlo Josefa Kajetána Tyla, režie Roman Meluzín
- 2014 Jiří V. Bareš, Jiří Untermüller: Romeo a Julie, Romeo, Divadlo U Hasičů, režie Jiří Untermüller
- 2014 Lou Fanánek Hagen, Libor Vaculík, Michal David: Tři mušketýři, Aramis, Divadlo Broadway, režie Libor Vaculík
- 2014 Zdeněk Zelenka, Bohouš Josef, Boris Pralovszký: Adam a Eva, čert Mord, Divadlo Broadway, režie Zdeněk Zelenka
- 2014 Jan Pixa, Alena Pixová, Zdeněk Barták, Kristýna Pixová, Ondřej Suchý: Sněhová královna, company, Divadlo Hybernia, režie Lumír Olšovský
- 2014 Peter Stone, Jule Styne, Bob Merrill: Sugar aneb Někdo to rád horké, gangster z party Psí dečky, Divadlo Josefa Kajetána Tyla, režie Ondřej Lážňovský
- 2014 Jiří Hubač, Jiří Škorpík, Pavel Vrba: Antoinetta - královna Francie, Camille Desmoulins, Divadlo Hybernia, režie Radek Balaš
- 2014 Catherine Johnson, Benny Andersson, Björn Ulvaeus, Stig Andreson: Mamma Mia!, Eddie, Kongresové centrum Praha, režie Antonín Procházka
- 2015 Radek Balaš: Mýdlový princ, company, Divadlo Broadway, režie Radek Balaš
- 2015 Michael Stewart, Jerry Herman: Hello, Dolly, company, Divadlo Josefa Kajetána Tyla, režie Tomáš Juřička
- 2015 Tomáš Svoboda, René Rypar: Viktorka Plzeň! aneb jinak to nevidím, Gól, Divadlo Josefa Kajetána Tyla, režie Tomáš Svoboda
- 2015 Gérard Presgurvic: Romeo a Julie, Romeo, Forum Karlín a Divadlo Hybernia,[pozn. 2] režie Libor Vaculík
- 2016 Ivan Menchel, Frank Wildhorn, Don Black: Bonnie a Clyde, Ted Hinton, Divadlo Josefa Kajetána Tyla, režie Roman Meluzín
- 2016 Zdeněk Svěrák, Jaroslav Uhlíř, Antonín Procházka: Ať žijí duchové!, Dlouhý Jenda, Kongresové centrum Praha, režie Antonín Procházka
- 2016 Daniel Barták, Boris Pralovszký, Zdeněk Zelenka: Mefisto, Mladý Faust, Divadlo Hybernia, režie Filip Renč, Zdeněk Zelenka
- 2017 Lynn Ahrens, Stephen Flaherty, Thomas Meehan: Rocky, Wysocki, Kongresové centrum Praha, režie Christoph Drewitz
- 2017 Sagvan Tofi: Čas růží, Zrzek, Hudební divadlo Karlín, režie Petr Novotný
- 2017 Leonard Bernstein, Arthur Laurents, Stephen Sondheim: West Side Story, Riff, Divadlo J.K.Tyla Plzeň, režie Lumír Olšovský
- 2017 Kevin Del Aguila, George Noriega, Joel Someillan: Madadaskar, Zebra Marty, Ticket Art Production, režie Petra Parvoničová
- 2017 Alan Menken, Glenn Slater, Bill Steinkellner, Cheri Steinkellner: Sestra v akci, Pablo (v alternaci s Lukášem Kellnerem), Hudební divadlo Karlín, režie Antonín Procházka
- 2018 Zdeněk Zelenka: Doktor OX, Sebastian (v alternaci s Peterem Pechou), Divadlo Hybernia, režie Zdeněk Zelenka
- 2019 Stephen Schwartz, Winnie Holzman, Adam Novák, Martin Novotný, Dr. František Janeček,  Čarodějka, (v alternaci s Tomášem Vaňkem), Goja Music Hall, režie Martin Novotný
- 2019 Vratislav Blažek, Ladislav Rychman, Adam Kraus, Darina Abrahámová, Jiří Bažant, Jiří Malásek, Vlastimil Hála: Starci na chmelu, Honza (v alternaci s Janem Medunou a Lukášem Adamem), Studio DVA, režie Adam Kraus
- 2021 Zdeněk Zelenka, Filip Renč: Rebelové, Šimon (v alternaci s Romanem Tomešem), Hudební divadlo Karlín, režie Filip Renč
- 2021 Zdeněk Zelenka: Láska nebeská, Ondřej Macháček (v alternaci s Milanem Peroutkou a Vojtěchem Drahokoupilem), Divadlo Broadway, režie Zdeněk Zelenka
- 2022 Zdeněk Hrubý: Ostrov pokladů, Veleměch (v alternaci s Martinem Schreinerem), Divadlo Broadway, režie Michaela Novotná
- 2022 Radek Balaš: Okno mé lásky, David Stránský (v alternaci s Milanem Peroutkou a Vojtěchem Drahokoupilem), Divadlo Broadway, režie Radek Balaš
- 2024 Libor Vaculík: Trója, Odysseus (v alternaci s Petrem Vondráčkem a Tomášem Novotným), Divadlo Broadway, režie Libor Vaculík